# Funny About Love
Funny About Love är en amerikansk romantisk komedifilm från 1990, regisserad av Leonard Nimoy och med Gene Wilder i huvudrollen. Manuset skrevs av Norman Steinberg och David Frankel och baseras på artikeln "Convention of the Love Goddesses" i tidskriften Esquire. 

## Skådespelare
- Gene Wilder som Duffy Bergman
- Christine Lahti som Meg Lloyd Bergman
- Mary Stuart Masterson som Daphne
- Robert Prosky som E.T.
- Stephen Tobolowsky som Hugo
- Wendie Malick som Nancy
- Anne Jackson som Adele
- Susan Ruttan som Claire
- Freda Foh Shen som Nurse
- Regis Philbin som sig själv
- Patrick Ewing som sig själv